# 유니버설 스튜디오 두바이랜드
유니버설 스튜디오 두바이랜드(영어: Universal Studios Dubailand)는 아랍에미리트 두바이 두바이랜드에 조성 중인 테마파크이다. 2012년 12월에 개장 예정이었으나 현재는 건설 계획이 중지되었다.

## 같이 보기
- 유니버설 스튜디오 코리아(화성)